# Киркконумми
Ки́ркконумми (фин. Kirkkonummi, швед. Kyrkslätt) — община на юге Финляндии, в провинции Уусимаа. Расположена на западной границе города Эспоо, входящего в агломерацию Хельсинки. Расстояние от общины до центра Хельсинки составляет около 30 км, удобное транспортное сообщение со всеми районами агломерации.
Население составляет 41 160 человек (2023 года); площадь — 1 016 км², из которых 649,9 км² занимает вода. Плотность населения — 101 чел/км². Последние годы в общине отмечается самый высокий в Финляндии рост населения — более 3 % в год. Официальные языки: финский (77,7 %) и шведский (18 %).
На полуострове Упинниеми расположена крупнейшая в Финляндии военно-морская база. Внутренние районы характеризуются почти нетронутой природой и красивыми озёрами.
В мае 2019 года, недалеко от орнитологической станции Рённшяр, впервые за историю орнитологических исследований в стране, наблюдалась полярная овсянка.
Среди достопримечательностей можно также отметить средневековую каменную церковь в административном центре, деревянную церковь в деревне Хаапаярви и Покровское братство в местечке Йорвас.

## История
Киркконумми впервые упоминается в официальных документах в 1330 году под именем «Kyrkioslaeth». Есть множество свидетельств того, что люди жили в этом регионе еще в каменном веке.
Киркконумми принимал участие в событиях финской гражданской войны 1917-18 гг и в советско-финской войне 1941-44.
В 1944-1954 на территории была расположена военно-морская база Поркалла-Удд.